# Паранойя (фильм, 2007)
«Паранойя» (англ. Disturbia) — американский психологический триллер 2007 года, снятый по мотивам кинофильма «Окно во двор» Альфреда Хичкока.

## Сюжет
Отец Кейла Брехта (Шайа Лабаф) Дэниэл Брехт (Мэтт Крэйвен) погибает в автокатастрофе, оставив Кейла одного вместе с матерью Джули (Кэрри-Энн Мосс). Пока мать пытается свести концы с концами, Кейл учится в школе и живёт обычной жизнью. Вскоре учитель испанского языка, указывая на недочёт Кейла, упоминает его покойного отца, и Брехт бьёт его по лицу. Так как юноша ещё несовершеннолетний, его сажают под домашний арест.
Кейл проводит время дома, играет в приставку и смотрит телевизор, а компанию ему составляет только его друг Ронни (Аарон Ю). Джули, считая что сын неправильно проводит время, отключает ему приставку и телевизор. Вскоре соседские мальчишки решают подшутить над Брехтом и подкидывают ему горящий пакет с собачьими фекалиями. Кейл гонится за обидчиками, но перебегает территорию и к месту приезжает офицер Гутьеррес (Хосе Пабло Кантильо), который является родственником «пострадавшего» и сообщает Кейлу следующее: если он ещё раз переступит территорию, его отдадут под суд. Кейл отмечает границы территории, где он может спокойно ходить и начинает следить за новыми соседями, среди которых есть девушка Эшли (Сара Ремер). Он пытается понять их чувства, отношения между собой, что вскоре приводит к его знакомству с Эшли.
В новостях передают новости о пропаже девушек, которых очевидно похитили. Кейлу начинает казаться, что его сосед Тёрнер (Дэвид Морс) является маньяком, так как начинает себя подозрительно вести. Вместе с Ронни и Эшли Брехт начинает расследование. Сначала Ронни пытается заснять Тёрнера на камеру, но ничего не выходит. Но Брехт не сдаётся.
Параллельно у Кейла с Эшли развиваются отношения. Когда девушка идёт на вечеринку к соседям, Кейл ревнует её и включает у себя музыку на максимальную мощность, срывая веселье.
Вскоре Брехт замечает, как Тёрнер тащит в дом окровавленный мешок. Он гонится за соседом и на место прибывает Гутьеррес, но Кейл рассказывает ему о Тёрнере и просит проверить мешок. Офицер смотрит в мешок и обнаруживает там мёртвого оленя. Брехт опозорился. Тёрнер понимает, что Кейл раскрыл его и ловит его мать, после чего собирается убить самого Кейла. Появляется Эшли и отвлекает маньяка, после чего сбегает вместе с Кейлом. Вызванный Эшли Гутьеррес прибывает на место и Тёрнер убивает его. Кейл спасает мать и в тяжёлой схватке убивает соседа.
В конце фильма Кейл и Эшли мстят мальчикам, которые подкинули ему пакет.

## В ролях
| Актёр               | Роль                |
| ------------------- | ------------------- |
| Шайа Лабаф          | Кейл Брехт          |
| Сара Ремер          | Эшли Карлсон        |
| Дэвид Морс          | Роберт «Роб» Тёрнер |
| Аарон Ю             | Рональд «Ронни» Чу  |
| Кэрри-Энн Мосс      | Джули Брехт         |
| Хосе Пабло Кантильо | офицер Гутьеррес    |
| Мэтт Крейвен        | Дэниэл Брехт        |
| Виола Дэвис         | детектив Паркер     |
| Рене Ривьера        | сеньор Гутьеррес    |

## Съёмки
Съёмки фильма проходили в городах Виттьер и Пасадина, штат Калифорния с 6 января по 28 апреля 2006 года. Дома, использованные для съёмок соседних особняков мистера Тёрнера и Кейла, на самом деле находятся в разных городах.

## Музыка

### Саундтрек
Lakeshore Records; 10 апреля 2007 года.
1. Always Love в исполнении Nada Surf
2. Don’t Make Me Wait в исполнении This World Fair
3. One Man Wrecking Machine в исполнении Guster
4. Whoa Now в исполнении Louque
5. Gangsta Boogie в исполнении Love Stink
6. Next to You в исполнении Buckcherry
7. Because I Got High в исполнении Afroman
8. We Love Reggae в исполнении Noiseshaper
9. The Great American Napkin в исполнении The Summer Skinny
10. Dream в исполнении Priscilla Ahn
11. Lovin' You в исполнении Minnie Riperton
12. Love Like Mine в исполнении Lou Rawls

Время звучания: 00:45:40
Также в фильме звучали:
- «Lonely Day» в исполнении System of a Down[5]
- «Taper Jean Girl» в исполнении Kings of Leon
- «Me So Horny» в исполнении 2 Live Crew
- «Ludwig van Beethoven’s Symphony No. 5» в исполнении Countdown
- «Two Step» в исполнении The Forbes Brothers
- «Hello Kitty» в исполнении DNA

### Инструментальная музыка
Lakeshore Records; 10 июля 2007 года.
1. Disturbia (7:02)
2. Fishing (3:52)
3. Poofoot (1:15)
4. Voyeurism (2:35)
5. Every Killer Lives Next Door To Someone (3:35)
6. I Like To Play (1:47)
7. Stealth Ronnie (5:11)
8. Walking Ashley Home (2:01)
9. The Club Girl (2:47)
10. Stalking A Killer (7:15)
11. The Basement Graveyard (8:50)

Время звучания: 00:46:08

## Релиз

### Кассовые сборы
Картина вышла в прокат 13 апреля 2007 года в США и стала хитом номер один в премьерную неделю, собрав $ 23 миллиона. Несмотря на уменьшившиеся результаты второй недели — $10 миллионов сборов — фильм всё ещё занимал первое место по результатам проката. В третью неделю картина собрала более $ 9 млн. Показатель четвёртой недели — $ 5,7 млн, а фильм оказался на втором месте после «Человека-паука 3: Враг в отражении».
В итоге в США картина собрала $ 80 209 692 и $ 37 550 442 за рубежом. Общие кассовые сборы составили $ 117 760 134 при бюджете $ 20 млн.

### Выход на видео
| Издание    | Параметры                                                   | Дата выпуска        | Звук                                                   | Субтитры                                                    | Дополнения |
| ---------- | ----------------------------------------------------------- | ------------------- | ------------------------------------------------------ | ----------------------------------------------------------- | --- |
| Российское | Цветной Зона 5 (DVD5) 16:9 (1.78:1) — широкоэкранная версия | 22 января 2008 года | Русский Dolby Digital 5.1 Английский Dolby Digital 5.1 | Русские Английские Украинские Эстонские Латышские Литовские | Комментарии Ди Джея Карузо, Шайа Лабаф и Сары Ремер Как снимался фильм Вырезанные эпизоды Собрание интересных фактов Приколы на съёмках Видеоклип This World Fair «Don’t Make Me Wait» Фотогалерея Трейлер |

## Критика
Фильм получил положительные отзывы кинокритиков. На сайте Rotten Tomatoes фильм имеет рейтинг 69 % на основе 177 рецензий со средним баллом 6,3 из 10. На сайте Metacritic фильм имеет оценку 62 из 100 на основе 28 рецензий критиков, что соответствует статусу «в целом положительные отзывы».
Дэвид Денби из The New Yorker назвал фильм «пародией», добавив: «Однако его приторность может быть признаком не столько кинематографической неумелости, сколько изменений в культуре кино, которая когда-то была посвящена взрослым, а теперь довольно безнадежно и чрезмерно предана детям». Питер Брэдшоу из The Guardian поставил 2 звезды из 5, написав: «Несмотря на интересную постановку, действие вырождается в очевидную неправдоподобность и глупость, которые фатальны для триллера, затем наступает скука».

### Награды и номинации
| Год  | Премия                 | Категория                           | Номинант   | Результат |
| ---- | ---------------------- | ----------------------------------- | ---------- | --------- |
| 2007 | Teen Choice Awards     | Choice Movie Actor: Horror/Thriller | Шайа Лабаф | Победа    |
| 2007 | Teen Choice Awards     | Choice Movie: Breakout Male         | Шайа Лабаф | Победа    |
| 2007 | Teen Choice Awards     | Choice Movie: Horror/Thriller       | «Паранойя» | Победа    |
| 2008 | People's Choice Awards | Favorite Movie Drama                | «Паранойя» | Номинация |